# Падакин, Павел Дмитриевич
Павел Дмитриевич Падакин (род. 8 июня 1994, Киев) — украинский и российский хоккеист, нападающий.

## Биография
Уроженец Киева, в 12 лет уехал в Россию в школу воскресенского «Химика». В 2011 году уехал в Северную Америку и провёл сезон в молодёжном клубе «Фэрбанкс Айс Догз» из Аляски. На импорт-драфте CHL был выбран под № 50 клубом WHL «Калгари Хитмен», где провёл два сезона, один сезон отыграл в команде «Реджайна Пэтс». Дальше выступать в юниорской лиге больше не имел права из-за возраста. В марте 2014 года подписал контракт с клубом «Донбасс». В 2015 году был приглашён на тренинг-кэмп команды НХЛ «Филадельфия Флайерз». Не смог пробиться в основной состав и отыграл сезон в фарм-клубах «Лихай Вэлли Фантомс» (АХЛ) и «Рединг Роялс» (ECHL). 2 мая 2016 года по совету своего агента Игоря Ларионова подписал контракт с клубом КХЛ «Сочи». 19 мая 2018 года был обменян в «Ак Барс». В предсезонном матче получил травму, был прооперирован. Начал сезон в клубе ВХЛ «Барс» и 26 сентября был обменян в «Нефтехимик». В мае 2020 года Падакин в статусе неограниченно свободного агента подписал контракт с «Сочи». При этом директор «Нефтехимика» Игорь В. Ларионов заявлял, после того, как клуб оплатил Падакину операцию в Германии, у них была устная договорённость о продлении соглашения. Падакин провёл 8 матчей, и 6 ноября клуб расторг контракт. В июле 2021 года перешёл в австрийский клуб «Дорнбирн Буллдогз». В сезонах 2022/23 — 2023/24 играл в польских клубах «Уния» Освенцим и ГКС Тыхы. В июле 2024 года перешёл в клуб ECHL «Норфолк Эдмиралс».
В составе сборных Украины участник юниорских чемпионатов мира во втором дивизионе 2010 и 2011 годов, молодёжного чемпионата мира во втором дивизионе 2012, чемпионата мира в первом дивизионе 2014.
Получил российское гражданство, выступал за вторую сборную России.